# Fassolt

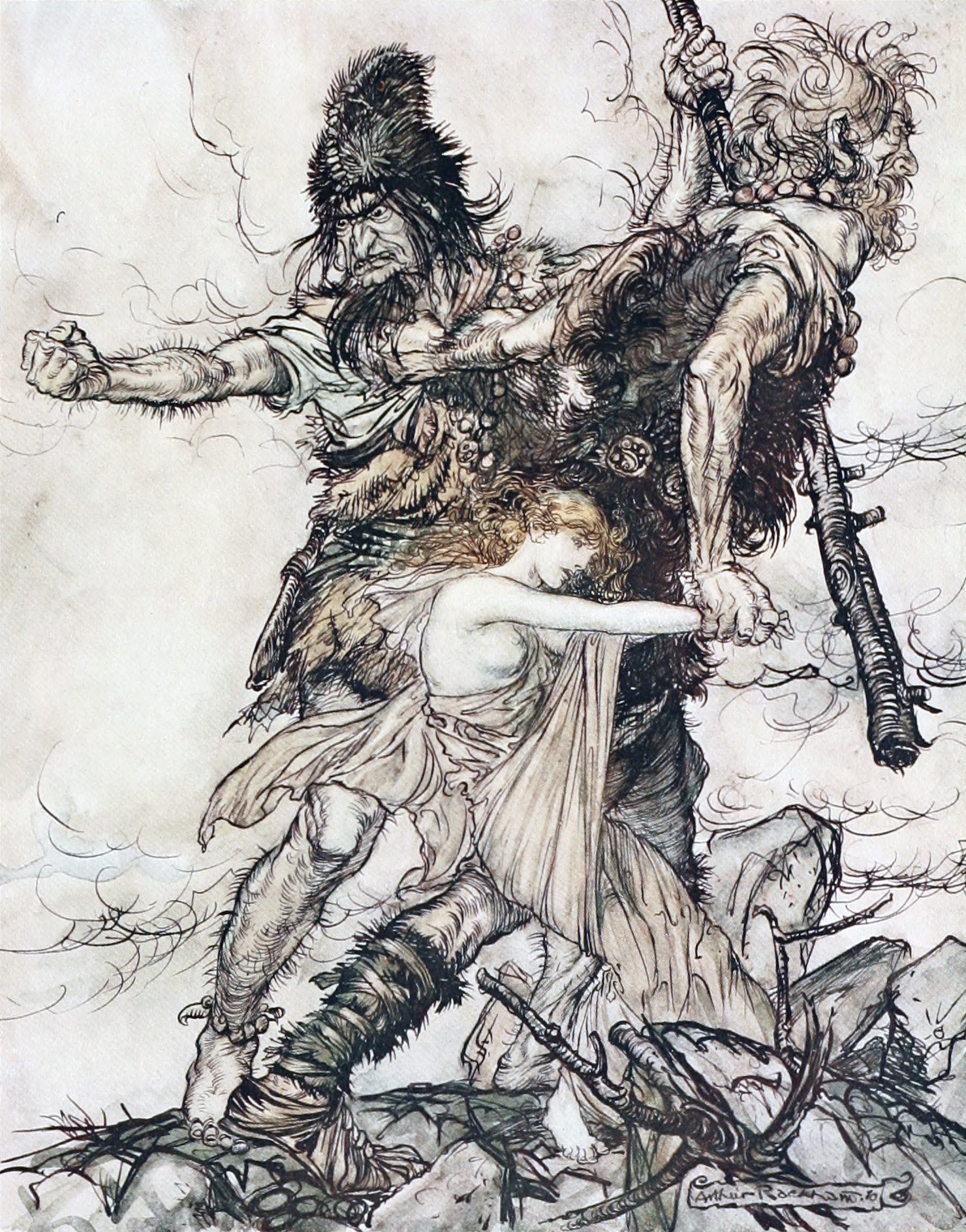
Fassolt raptando a Freia

Fassolt o  Fasolt es un personaje que aparece en el prólogo de la tetralogía más famosa del compositor alemán Richard Wagner, El anillo del nibelungo, llamada El oro del Rin.

## Personaje
En esta ópera en cuatro cuadros con música y libreto en alemán de Richard Wagner, Fassolt es un rol cantado por un bajo.
El personaje es uno de los gigantes. Fassolt es el hermano de Fafner y está enfermo de amor por Freia, la diosa de la belleza.
Fassolt es un obrero, trabajador, y quien construye, junto a su hermano Fafner, el otro gigante, la fortaleza del Walhalla en la cual vivirán los dioses. 
Este personaje se caracteriza por la fuerza bruta, física y su ignorancia y escasa cultura. Representa la fuerza bruta sin pensamiento, al pueblo trabajador y a los peones de los estratos más bajos de la sociedad capitalista. 
El dios Wotan les ordenó a los dos gigantes que construyan una castillo para los dioses.  Los gigantes trabajaron durante mucho tiempo en la construcción de la morada de los dioses, a la luz del sol, a sueldo para los dioses, esperando cobrar su salario y su recompensa. Es un personaje sin iniciativa propia, sin ideas y sin conocmientos ni inteligencia.
Fassolt se convirtió en víctima de la maldición del oro y fue asesinado por su propio hermano. Fassolt y Fafner eran los rudos príncipes  que envidiaron el poder del nibelungo, Alberich. Ellos fueron quienes lograron arrebatarle su cuantioso tesoro de oro y quienes conquistaron el anillo, pero esto ocasionó la discordia entre los hermanos y la muerte de Fassolt asesinado a manos de Fafner. La codicia fue más poderosa que el amor fraternal.
Les dará como premio a Freia, la Diosa de la Juventud, pero esta se niega. Entonces Wotan, de acuerdo con Loge, decide apoderarse del oro acumulado por Alberich para ofrecérselo a los gigantes en lugar de Freia.
Mientras tanto Alberich ha adquirido un yelmo mágico que le permite hacerse invisible o transformarse en diversos animales. Mediante una artimaña Wotan lo apresa y se hace con el anillo. Alberich pone una maldición sobre todo aquel que desee el anillo.
Los gigantes reclaman el anillo para liberar a Freia. En realidad, Fassolt es quien tiene sentimientos tiernos hacia la diosa. Es Fassolt quien le reclama a Wotan por su falta de honor al no cumplir con su palabra de entregarles a Freia. Le recuerda que si no cumple su palabra la alianza entre los dioses y los gigantes se verá rota.
Wotan se ve forzado a entregárselo tras la intercesión de Erda, la Diosa de la Tierra. Uno de los gigantes mata al otro, Fafner asesina a su hermano y huye con el oro y el anillo. Wotan y los otros dioses entran triunfalmente en la fortaleza mágica, el Walhalla.